# Litoria citropa
Litoria citropa, llamada en inglés Blue Mountains tree frog (rana arborícola de las Montañas Azules) es una especie de anfibio anuro del género Litoria, de la familia Pelodryadidae.

## Distribución geográfica
Es una especie originaria de Australia.
Pueden crecer hasta 7 cm de largo. Son marrones con rayas más oscuras sobre sus ojos por todo sus cuerpos.  Partes de sus patas son anaranjado brillante.  Tienen manchas de verde brillante en partes de su piel. Nadan muy bien a pesar de que sus patas no están palmeadas.
Viven en arroyos rocosos en espesos bosques. Les gustan los arroyos con grandes cantidades de vegetación riparia.
Ponen huevos 600-950 a la vez en piscinas con agua de movimiento lento. Los huevos se hunden hasta el fondo de las piscinas y se adhieren a las rocas.